# Araniella yaginumai
Araniella yaginumai is een spinnensoort uit de familie wielwebspinnen. Deze spin komt voor in Rusland, Korea, Taiwan en China. De soort werd in 1995 wetenschappelijk beschreven.
Het kopborststuk is lichtroodbruin. De poten zijn eveneens lichtroodbruin met bruine doorns en zijn donkerder aan het eind van elk gewricht. Het achterlijf is ovaal met aan het begin een geelwitte kleur en aan het einde drie paar zwarte stippen. Het mannetje is donkerder gekleurd. Het web is te vinden in struiken in bossen. De spin zelf verbergt zich bij daglicht achter de bladeren. De spin zit 's nachts in zijn web.